# مو نان
مو نان (بالإنجليزية: Mo Nunn)‏ (و. 1938 – 2018 م) هو مهندس، وشخصية أعمال، وسائق سيارة سباق بريطاني، ولد في والسال، توفي عن عمر يناهز 80 عاماً.

## روابط خارجية
- مو نان على موقع DriverDB.com (الإنجليزية)